# Guayana británica en los Juegos Olímpicos de Londres 1948
Guayana británica (actualmente Guyana) estuvo representada en los Juegos Olímpicos de Londres 1948 por cuatro deportistas masculinos que compitieron en tres deportes.
El equipo olímpico no obtuvo ninguna medalla en estos Juegos.